# Dennis Schröder
Dennis Mike Schröder (* 15. September 1993 in Braunschweig) ist ein deutscher Basketballspieler, der auf der Position des Point Guards spielt. Aktuell steht er bei den Sacramento Kings in der nordamerikanischen Liga National Basketball Association (NBA) unter Vertrag. 
Schröder gewann 2023 mit der deutschen Nationalmannschaft die Weltmeisterschaft und den MVP-Titel als wertvollster Spieler des Turniers, 2022 wurde er mit der Auswahl Dritter der Europameisterschaft. Er wurde im NBA-Draft 2013 von den Atlanta Hawks an 17. Stelle ausgewählt und spielte dort bis 2018.
Zu seinen Stärken zählen aufgrund seiner Schnelligkeit das Pick-n-Roll-Spiel und das Eins-gegen-Eins.

## Leben und Karriere

### Anfänge in Deutschland
Schröder begann mit elf Jahren leistungsmäßig Basketball zu spielen, nachdem er von Basketballtrainer Liviu Călin auf einem Freiplatz beim Braunschweiger Prinzenpark entdeckt und zu einem Basketball-Training eingeladen worden war. Als Jugendlicher machte Schröder laut Călin „eine richtige Rebellenzeit“ durch, legte sich mit Trainern an und wurde aus Auswahlkadern verwiesen. Zwischenzeitlich spielte Schröder eineinhalb Jahre in Wolfenbüttel. Călin sagte später, Schröder selbst, seine Familie und andere Spieler hätten den Trainer gebeten, Schröder noch eine Chance zu geben. Dieser habe laut Călin „eine Vertrauensperson mit viel Toleranz“ gebraucht. Schröder sagte später, er und seine Familie verdankten Călin „fast alles“. Der Trainer betonte, Schröder sei seit dem 13. Lebensjahr recht selbständig gewesen. Die beiden bauten ein Vater-Sohn-Verhältnis auf, er sei gleichzeitig aber kein derart inniger Vertrauter Schröders, so Călin.
In den folgenden Jahren kam Schröder neben der Juniorenmannschaft in der Nachwuchs-Basketball-Bundesliga auch in der Erstliga-Reservemannschaft SUM Baskets Braunschweig in der drittklassigen ProB Staffel Nord zum Einsatz. Zusammen mit Daniel Theis bildete er im Braunschweiger Nachwuchs ein Gespann, das im Buch Dunke-Schön. 25 Jahre 1. Bundesliga Basketball in Braunschweig als „kongeniales Duo“ bezeichnet wurde. Die beiden befreundeten Talente entwickelten „eine Art Telepathie-Spielkultur“, beschrieb Călin das gute Zusammenspiel der beiden von ihm geförderten Talente. Als Schröder 16 Jahre alt war, starb sein Vater Axel an einem Herzinfarkt, woraufhin er seine bisherige Trainingseinstellung änderte, da er seinem Vater versprochen hatte, es in die NBA zu schaffen.

### Bundesliga
Von 2011 bis 2013 war Schröder für die Erstligamannschaft New Yorker Phantoms Braunschweig aktiv und erhielt so ab der Saison 2011/12 mittels einer „Doppellizenz“ seine ersten Spielminuten in der Basketball-Bundesliga. Zuvor hatte er das Jugendprogramm von Braunschweig durchlaufen. Während er in seiner ersten Saison unter Trainer Sebastian Machowski eher unregelmäßige und wenige Einsatzzeiten pro Spiel erhielt (8 Minuten je Begegnung) und im Saisonverlauf nach mehreren Disziplinlosigkeiten für ein Spiel aus dem Aufgebot ausgeschlossen wurde, setzte der 2012 nach Braunschweig gekommene Trainer Kostas Flevarakis in der Bundesligasaison 2012/13 im Spielaufbau auf Schröder als Stammkraft, der während des Spieljahres im Schnitt rund 25 Minuten auf dem Feld stand und als zweitbester Braunschweiger Korbschütze 12 Punkte je Begegnung erzielte. Damit gelang Schröder in der Bundesliga der Durchbruch.
Schröder stand außerdem bei der Europameisterschafts-Endrunde der Junioren 2012 in Slowenien im Kader der U20-Nationalmannschaft. Mit der Mannschaft holte er den fünften Platz. Anfang 2013 wurde er zum alljährlichen „Nike Hoop Summit“ eingeladen, einem prestigeträchtigen Einladungswettkampf zwischen einer Auswahl der mutmaßlich besten Juniorenspieler der Vereinigten Staaten und einer gleichaltrigen Auswahl aus dem „Rest der Welt“. Schröder erhielt von seinem Verein die Freigabe, an diesem Spiel teilzunehmen, obwohl Braunschweig zum Zeitpunkt des Turniers abstiegsbedroht war. Schröder war bei diesem Spiel mit 18 Punkten zweitbester Punktesammler seiner Mannschaft. Zudem verteilte er sechs Vorlagen und holte zwei Rebounds. Nach diesem Auftritt wurde er als künftiges NBA-Talent für die erste Draftrunde gehandelt.
Aufgrund seiner Leistungen in der Saison 2012/13 wurde er von einem Fachgremium am 12. April 2013 als Most Improved Player und Bester deutscher Nachwuchsspieler (U24) der Basketball-Bundesliga in dieser Saison ausgezeichnet. Weiterhin wurde er der bis dahin jüngste deutsche Allstar der Bundesligageschichte.
Sein Vertrag bei den Phantoms Braunschweig lief ursprünglich bis 2014, enthielt allerdings eine Ausstiegsklausel für den Fall eines Wechsels in die NBA.

### NBA
Am 20. April 2013 meldete sich Dennis Schröder für die NBA-Draft 2013 an. Am 28. Juni 2013 wurde er mit dem 17. Pick von den Atlanta Hawks ausgewählt.

#### Atlanta Hawks (2013–2018)
Am 10. Juli 2013 unterschrieb er einen Vertrag bei den Atlanta Hawks. Sein Vertrag bei Braunschweig wurde nach Verhandlungen mit den Hawks aufgelöst. Es soll dabei eine Ablösesumme von 550.000 US-Dollar an Braunschweig gezahlt worden sein. Allerdings wurde dieser Geldbetrag von Braunschweig nicht bestätigt. Am 24. September 2013 wurde vom Aufsichtsratschef der Phantoms ein Geldbetrag in Höhe von 370.000 Euro nach Abzug der Tradekosten genannt.
Zunächst hatte Schröder leichte Probleme, sich in der besten Basketballliga der Welt zu akklimatisieren. Am 4. Dezember 2013 gaben die Atlanta Hawks bekannt, dass Schröder in beiderseitigem Einvernehmen ein paar Spiele für das NBA Development League Team des Bakersfield Jam bestreiten würde, um dort Spielpraxis zu sammeln und ihm somit die Eingewöhnung in seine neue Wirkungsstätte zu erleichtern. Nach sechs Spielen in der D-League kehrte Schröder schließlich ins Aufgebot der Hawks zurück, für das er beim 118:85-Erfolg gegen die Utah Jazz zum Einsatz kam. In der Folge kam er zu weiteren Einsätzen z. B. beim 112:97-Sieg gegen die Milwaukee Bucks. Bei der knappen Niederlage gegen Oklahoma erzielte er zehn Punkte und hatte keinen Ballverlust. Insgesamt absolvierte Schröder in seiner ersten Saison 49 von 82 Spielen der regulären Saison (zwei Playoff-Einsätze) und stand im Schnitt 13 Minuten auf dem Feld. Im Sommer wurde Chefscout Jeff Peterson nach Deutschland geschickt, um mit Schröder in Braunschweig insbesondere an dessen Mitteldistanzwurf zu arbeiten.
Schröders zweite Saison begann besser. Da sich Jeff Teague am Oberschenkel verletzt hatte, bekam Schröder von Beginn an mehr Spielzeiten. Zu Beginn seiner zweiten Saison wirkte er in 26 von 27 Partien mit. Seine Spielzeit lag durchschnittlich bei 18,5 Minuten, und er schaffte im Schnitt 9,2 Punkte und 3,5 Assists pro Spiel. Noch gehörte Schröder bei den Hawks nicht zur „ersten Fünf“, war jedoch erster Ersatz für den etablierten Spielmacher und All-Star Jeff Teague.

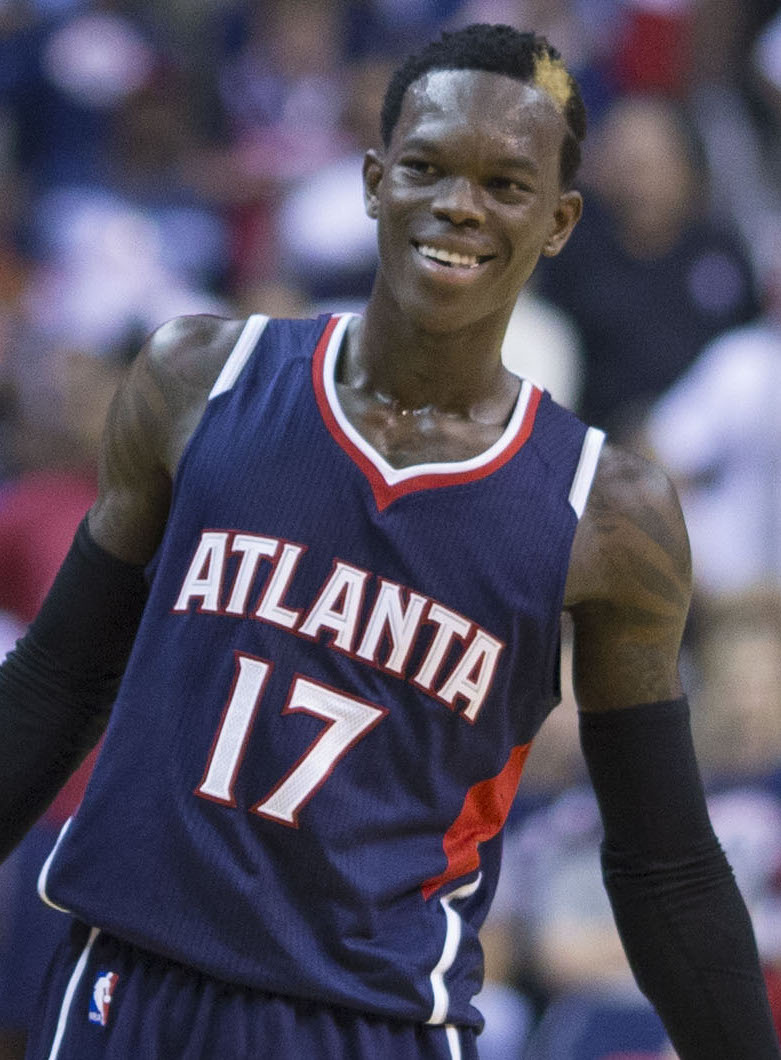
Schröder bei den Atlanta Hawks, 2015

Im Februar 2015 trat Schröder im Rahmen des NBA All-Star Weekends in der Rising Stars Challenge an. Dabei spielten die besten US-amerikanischen Rookies und Sophomores gegen die besten internationalen. Schröder trug zum 121:112-Sieg der Weltauswahl 13 Punkte und 9 Assists bei, wobei er mit einem Dunk kurz vor Ende das Spiel entschied. Beim 91:86-Sieg gegen die Los Angeles Lakers am 15. März 2015 stellte Schröder mit 24 Punkten einen neuen Karriererekord auf. Zudem verteilte er in diesem Spiel zehn Assists und erzielte damit das dritte Double-Double seiner bisherigen NBA-Karriere. Aufgrund seiner stark verbesserten Leistungen wurde Schröder als Außenseiterkandidat für die Wahl zum meistverbesserten Spieler der Saison (Most Improved Player) gehandelt und bekam bei der Journalistenabstimmung vier Nennungen. Schröder verbesserte in 77 Spielen, davon 10 in der Startaufstellung, seine Punkteausbeute auf 10,0 Punkte, verteilte 4,1 Vorlagen und holte 2,1 Rebounds pro Spiel. Dennis Schröder entwickelte sich in seinem zweiten Jahr in der NBA mit seiner temporeichen Spielweise zu einem Spieler von Format. Er wurde immer öfter von Trainer Mike Budenholzer in den entscheidenden Phasen des Spiels zum Einsatz gebracht. Mit den Hawks erreichte er die beste Saisonbilanz in der Eastern Conference.
In den Viertelfinal-Playoffs gegen die Washington Wizards zeigte Schröder starke Leistungen, unter anderem im vierten Spiel der im Best-of-Seven-Modus ausgetragenen Serie. Schröder kam in diesem Spiel knapp 30 Minuten zum Einsatz und überzeugte mit 14 Punkten, acht Assists und vier Rebounds. In den Conference Finals der Eastern Conference mussten sich die Hawks allerdings den Cleveland Cavaliers geschlagen geben und schieden aus den Playoffs aus. Kurz vor dem Saisonstart der Saison 2015/16 verlängerte der Verein Schröders im Sommer 2016 auslaufenden Rookie-Vertrag per Option um ein Jahr.
Eine außergewöhnliche Leistung bot Schröder am 23. März 2016: Von der Bank kommend erzielte er gegen Washington in weniger als 21 Minuten Spielzeit (20:17) 23 Punkte und stellte außerdem 8 Assists zu. Seit der Saison 1951/52 wird in der NBA die individuelle Einsatzzeit erfasst, und seitdem gelang ähnliches nur zwei weiteren Spielern: Walt Frazier (1968, 20 Punkte, 8 Assists) und Robert Pack (1995, 20 Punkte und 10 Assists).
Am 26. Oktober 2016 verlängerte Schröder seinen Vertrag bei den Atlanta Hawks um vier weitere Jahre. Durch den Abgang des Stamm-Point-Guards Jeff Teague zu den Indiana Pacers vor der Saison 2016/17 konnte er sich einen Platz in der Starting Five der Hawks verschaffen. Schröder erreichte in allen Kategorien Bestwerte. Er erzielte 17,9 Punkte, 6,3 Assists und 3,1 Rebounds pro Spiel, erreichte mit den Hawks die Playoffs, wo er in sechs Erstrundenspielen seine durchschnittlichen Zahlen noch mal auf 24,7 Punkte und 7,7 Assists steigern konnte. Jedoch schieden die Hawks in der ersten Runde gegen die Washington Wizards aus. In der Saison 2017/18 erzielte Schröder am 20. März 2018 mit 41 Punkten gegen den Utah Jazz seinen bisherigen Karrierebestwert.

#### Oklahoma City Thunder (2018–2020)
Am 19. Juli 2018 wurde bekanntgegeben, dass Schröder mit sofortiger Wirkung nach Oklahoma City zu den Thunder transferiert wurde. In den Spielzeiten 2018/19 und 2019/20 erreichte Schröder mit der Mannschaft die Playoffs. Dort scheiterten die Thunder in beiden Jahren in der ersten Runde, zuerst an den Portland Trail Blazers und ein Jahr später an den Houston Rockets. In der Spielzeit 2019/20 belegte Schröder hinter seinem späteren Mannschaftskollegen Montrezl Harrell den zweiten Platz bei der Wahl zum besten Ersatzspieler der Liga.

#### Los Angeles Lakers (2020–2021)
Am 16. November 2020 wurde Schröder im Tausch für Danny Green und ein künftiges Draft-Auswahlrecht (28. Pick) von Oklahoma an die Los Angeles Lakers abgegeben. Anfang des Jahres lehnte Schröder ein Vertragsangebot der Kalifornier mit einer Vertragslaufzeit von vier Jahren über 84 Millionen US-Dollar ab, um als Free Agent seinen Vertrag in der Saisonpause neu verhandeln zu können. Mit der Verpflichtung Russell Westbrooks im August sank allerdings der für eine Vertragsverlängerung mit Schröder zur Verfügung stehende Finanzrahmen und damit Schröders Chancen auf eine Weiterbeschäftigung in Los Angeles.

#### Boston Celtics (2021–2022)

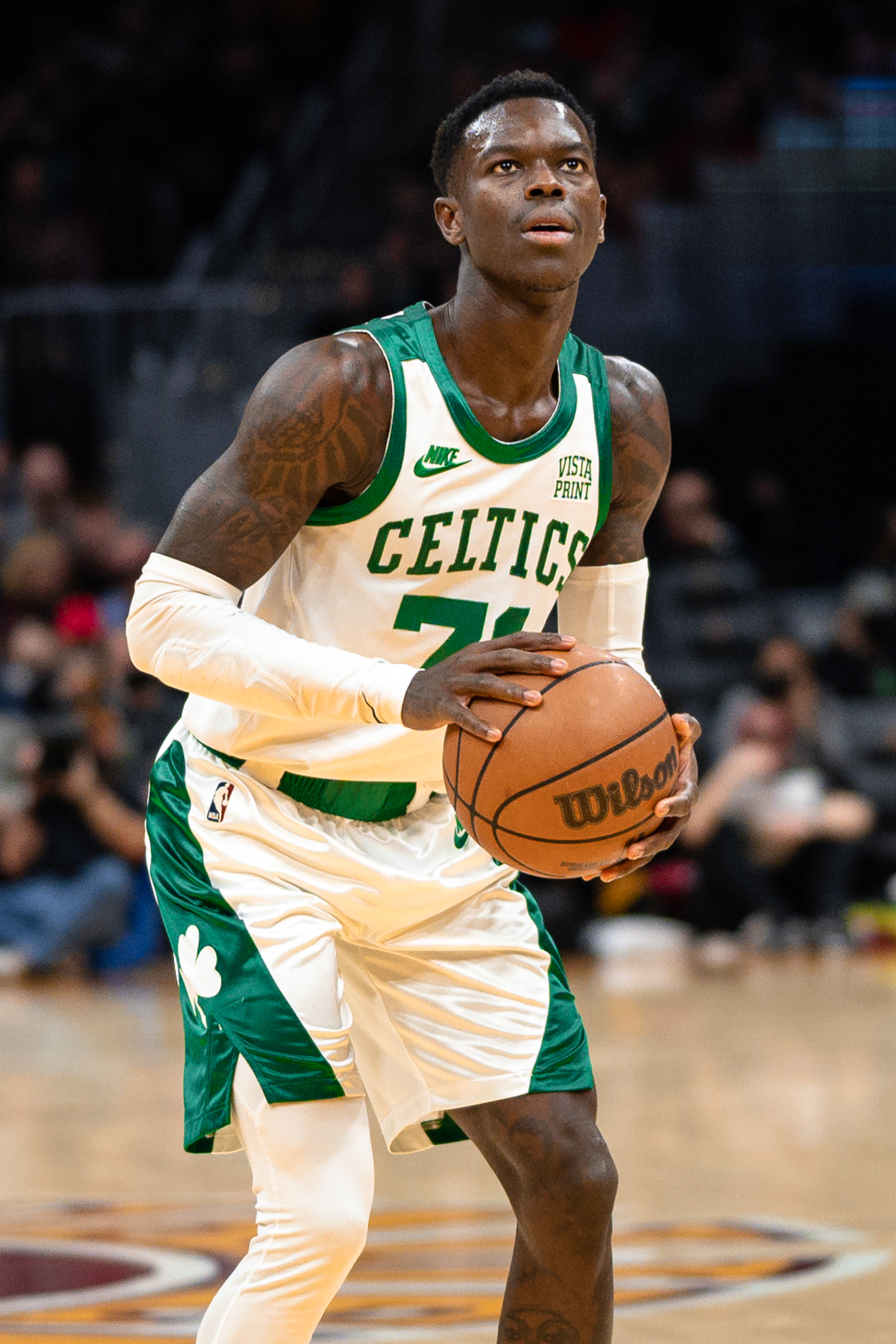
Im Trikot der Boston Celtics

Am 13. August 2021 unterschrieb Schröder einen Einjahresvertrag bei den Boston Celtics, der ihm ein Gehalt von 5,9 Millionen Dollar zusicherte. Die Mannschaft lag damit über der Gehaltsobergrenze gemäß Tarifvertrag von NBA und NBPA, dem Collective Bargaining Agreement, aber unterhalb der Luxussteuergrenze und zahlte damit die höchste erlaubte Gehaltsausnahme auf mittlerer Ebene mit der Befürchtung oder der Absicht, die Luxussteuergrenze im Verlauf der Saison zu überschreiten. Schröder wurde im Laufe der Saison 2021/22 in 49 Spielen eingesetzt, 25 Mal gehörte er dabei der Anfangsaufstellung an. Er erzielte im Mittel 14,4 Punkte je Begegnung.

#### Houston Rockets (2022)
Im Februar 2022 gelangte Schröder durch einen Tauschhandel zu den Houston Rockets. Sein ehemaliger Braunschweiger Mannschaftskamerad Daniel Theis ging den umgekehrten Weg und wechselte im Rahmen des Tauschs nach Boston zurück. Zusammen mit Schröder wurden auch Bruno Fernando und Enes Freedom von Boston an die Texaner abgegeben.

#### Los Angeles Lakers (2022–2023)
Nachdem sein Vertrag in Houston ausgelaufen war, war Schröder vereinslos. Am 16. September 2022 gaben die Los Angeles Lakers die Rückkehr des Deutschen bekannt. Die Kalifornier besaßen zu diesem Zeitpunkt mit Russell Westbrook und Patrick Beverley bereits zwei Spieler für die von Schröder bekleidete Spielmacherposition. Schröder wurde in Los Angeles wieder Spieler von Trainer Darvin Ham, unter dem er bereits in Atlanta gespielt hatte. In der Hauptrunde der Saison 2022/23 wurde Schröder in 66 Spielen eingesetzt, kam auf einen Mittelwert von 12,6 Punkten und bereitete im statistischen Durchschnitt je Begegnung 4,5 Korberfolge seiner Nebenmänner unmittelbar vor. In den Playoffs sank seine Punktausbeute auf 7,4 pro Spiel.

#### Toronto Raptors (2023–2024)
In der Sommerpause 2023 wechselte Schröder zu den Toronto Raptors, der einzigen kanadischen Mannschaft in der NBA. Laut Medien erhielt er einen Zweijahresvertrag mit einem Gesamtgehalt von 26 Millionen US-Dollar. Am 14. Dezember 2023 erreichte er als dritter Deutscher nach Detlef Schrempf und Dirk Nowitzki die Marke von 10.000 NBA-Punkten.

#### Brooklyn Nets (2024)
Im Februar 2024 wurde Schröder, der im vorherigen Verlauf der Saison 2023/24 in 51 Einsätzen im Durchschnitt 13,7 Punkte für die kanadische Mannschaft erzielt hatte, gemeinsam mit Thaddeus Young an die Brooklyn Nets abgegeben, im Gegenzug wechselte Spencer Dinwiddie nach Toronto.

#### Golden State Warriors (2024–2025)
Mitte Dezember 2024 wechselte Schröder zu den Golden State Warriors, während die Kalifornier im Rahmen des Spielertauschs De’Anthony Melton und Reece Beekman an Brooklyn abgaben sowie künftige Draft-Auswahlrechte überschrieben.

#### Detroit Pistons (2025)
Anfang Februar 2025 erlangten die Miami Heat die Rechte an Schröder, die ihn sofort an die Utah Jazz abgaben, ehe er am Folgetag an die Detroit Pistons weitergereicht wurde. Schröder sprach angesichts der in der NBA üblichen Tauschgeschäfte, die ohne Mitspracherecht der Spieler durchgeführt werden, von „moderner Sklaverei“.

#### Sacramento Kings (seit 2025)
Im Sommer 2025 einigte sich Schröder mit den Sacramento Kings auf einen Vertrag.

### Nationalmannschaft

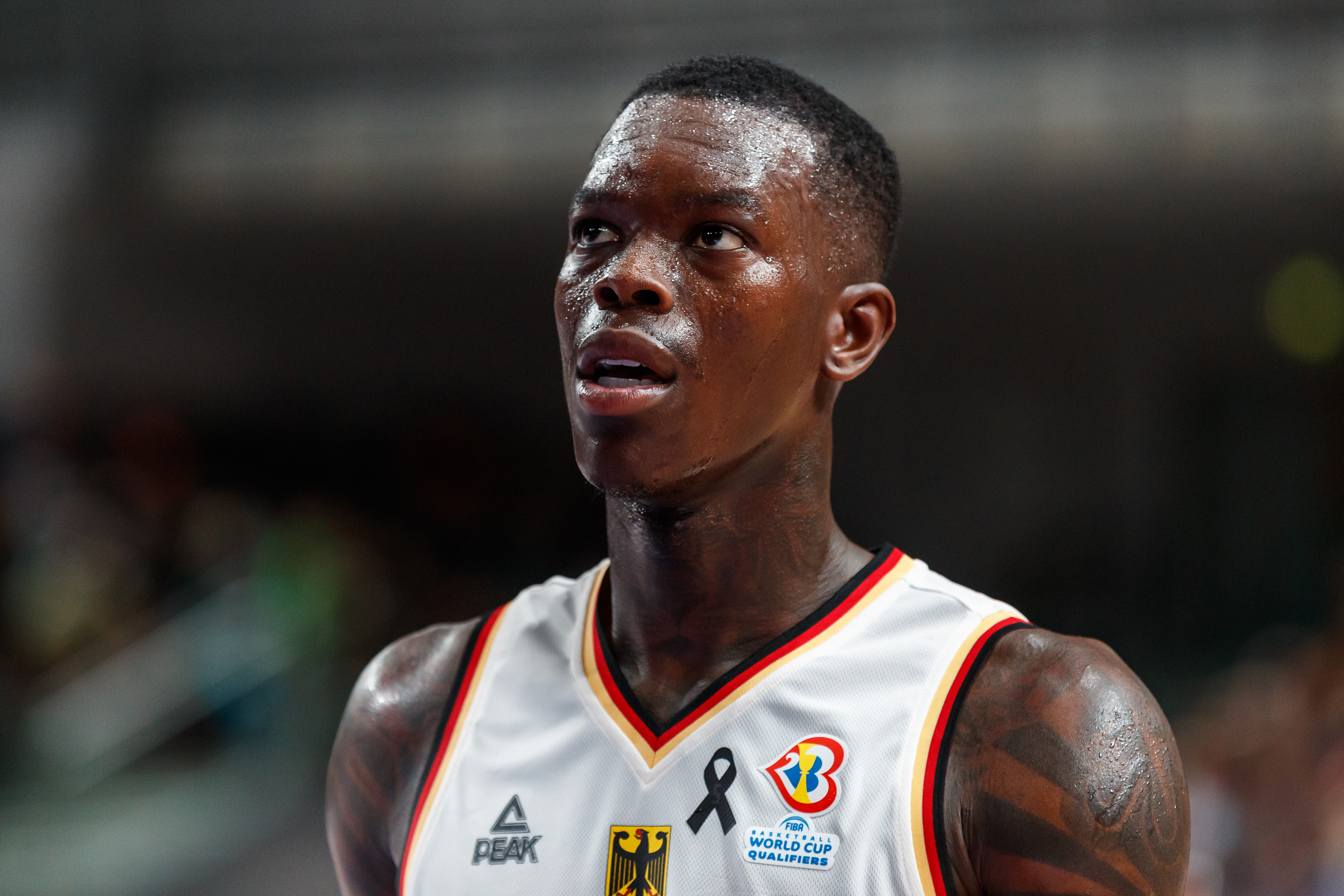
Schröder 2022 bei einem Länderspiel

Dennis Schröder gab sein Debüt für die deutsche Nationalmannschaft im Juli 2014 bei einem Freundschaftsspiel gegen die finnische Auswahl in der Arena Leipzig. Im September 2015 gehörte Schröder zum Aufgebot bei der Europameisterschaft. Die Mannschaft schied nach der in Berlin ausgetragenen Vorrunde aus. Schröder war mit durchschnittlich 21 Punkten pro Spiel der beste Schütze der deutschen Auswahl und einer der besten Werfer des gesamten Turniers. Bei der Weltmeisterschaft 2019 in China führte er die deutsche Mannschaft mit einem Punkteschnitt von 19,6 je Begegnung an, des Weiteren bereitete er pro Partie 9,4 Korberfolge seiner Mitspieler vor.
Bei der Europameisterschaft 2022 gewann Schröder mit Deutschland Bronze, mit einem Punkteschnitt von 22,1 je Turnierspiel war er der beste Korbschütze seiner Mannschaft und wurde unter die besten fünf Spieler der EM gewählt. Im Spiel um den dritten Platz erzielte Schröder 26 Punkte und 6 Assists und führte die deutsche Basketballnationalmannschaft damit zu einem 82:69-Sieg gegen Polen und ihrer ersten Medaille seit 2005.
Bei der in Indonesien, Japan und den Philippinen ausgerichteten Weltmeisterschaft 2023 erreichte Schröder mit der Nationalmannschaft erst die K.-o.-Runde, wo sie im Viertelfinale nach einem Sieg über Lettland (81:79) ins Halbfinale einzog. Nach der Begegnung mit Lettland, in der Schröder nur vier seiner 26 Würfe traf, sprach er vom „wohl schlechtesten Spiel seiner Karriere“. Im Halbfinale gewann er mit der deutschen Mannschaft in einem geschichtsträchtigen Spiel (nie zuvor waren so viele Punkte in einem WM-Halbfinale gefallen) in Manila mit 113:111 gegen die Vereinigten Staaten. Schröder erzielte in dem Spiel 17 Punkte, war bester Vorlagengeber (neun Assists), ihm unterlief kein einziger Ballverlust und er wies den zweitbesten Effektivitätswert auf. Das Finale gegen Serbien wurde mit 83:77 (47:47) gewonnen; Deutschland wurde erstmals Weltmeister. Mit 28 Punkten war Schröder bester Korbschütze des Endspiels und wurde am Schluss des Turniers als MVP ausgezeichnet.
Bei der Eröffnungsfeier der Olympischen Sommerspiele 2024 in Paris trug Schröder gemeinsam mit der Judoka Anna-Maria Wagner die deutsche Fahne. Schröder wurde mit der deutschen Mannschaft bei den Spielen in Paris Vierter und er wurde ins All-Star-Team des Turniers gewählt.

## Privates
Schröder ist der Sohn einer gambischen Mutter, Inhaberin eines Friseursalons, und eines deutschen Vaters. Er hat einen älteren und einen jüngeren Bruder und eine ältere und eine jüngere Schwester. Schröder ist Muslim. Er und sein Bruder beschäftigten sich zunächst vor allem mit Skateboarden, bis Dennis Schröder im Alter von elf Jahren zum Basketball fand. Nachdem sein Vater im Jahr 2009 gestorben war, konzentrierte sich Schröder auf seine Basketball-Karriere.
Sein Manager war der ehemalige deutsche Basketballnationalspieler Ademola Okulaja.
Am 29. September 2017 wurde Schröder in einem Vorort von Atlanta wegen Körperverletzung verhaftet und später gegen Kaution freigelassen.
Im Februar 2019 wurden Schröder und seine langjährige Freundin Ellen Ziolo Eltern eines Sohnes. Am 20. Juli desselben Jahres heirateten Schröder und Ziolo, mit der er noch eine Tochter (* 2020) und einen Sohn (* 2022) bekam.
In Deutschland lebt er in der Marina Bortfeld, Gemeinde Wendeburg, im Landkreis Peine nahe seiner Geburtsstadt Braunschweig.

## Sonstiges
Im Februar 2018 kündigte Schröder gegenüber Telekom Sport an, Teilhaber seiner früheren Mannschaft, der Basketball Löwen Braunschweig, werden zu wollen und nannte das Ziel, aus den Löwen einen der fünf besten Vereine Deutschlands machen zu wollen. Anfang März 2018 wurde die Einigung verlautbart: Schröder übernahm demzufolge mit dem Saisonbeginn 2018/19 die Anteile der Staake Investment & Consulting GmbH & Co. KG und wurde somit Mitgesellschafter der Löwen-Betreiber-GmbH. Zum 1. Juli 2020 wurde Schröder alleiniger Gesellschafter der Löwen-Betreiber-GmbH (Basketball Löwen Braunschweig GmbH). Er begründete die Ausweitung seiner Gesellschaftertätigkeit dadurch, der Region etwas zurückgeben zu wollen und bekräftigte sein Vorhaben, die Löwen zu einer Bundesliga-Spitzenmannschaft machen zu wollen.
Im Juli 2018 wurde Schröder als Auszeichnung für seine „Vorbildfunktion für Kinder und Jugendliche in Niedersachsen“ sowie sein soziales Engagement die Goldene Ehrennadel des Niedersächsischen Basketballverbandes verliehen.
Im August 2018 wurde Schröder gemeinsam mit der Mannschaft Der Stamm (Ray Williams, Kevin Yebo sowie Femi Oladipo) Deutscher Meister im 3-gegen-3-Basketball.
Im September 2018 stieg das von Schröder gegründete Bekleidungsunternehmen „Flex GanG“ als Sponsor bei den Basketball Löwen Braunschweig ein. Bereits ab November 2017 unterstützte das Unternehmen die Fußballmannschaft Eintracht Braunschweig finanziell.
2019 gründete Schröder das Unternehmen „Golden Patch Management“, eine Beratungsagentur für Profisportler. Es wurde eine Zusammenarbeit mit dem insbesondere im Fußball tätigen Spielerberater Jörg Neubauer vereinbart.
Schröder besitzt außerdem die Modemarke „Thats Tuff“ sowie die Parfummarke „Atelier Drip“ und betreibt einen YouTube-Kanal, in dem er in Form von Vlogs hinter die Kulissen blicken lässt.
2025 publizierte Schröder mit Christian Tielmann das Buch Wir Jungs vom Prinzenpark im Carlsen Verlag (ISBN 978-3-551-55953-1).

## Ehrungen
- Niedersachsens Sportler des Jahres 2023
- MVP der Basketball-Weltmeisterschaft 2023
- All-Star Five der Olympischen Spiele 2024[84]
- All-Tournament First Team der Basketball-Weltmeisterschaft 2023
- All-Tournament Team der Europameisterschaft 2022
- NBA-Spieler der Woche – 23. Dezember 2019
- Zweiter Platz bei der Wahl zum besten Bankspieler der NBA (Sixth Man of the Year) 2020
- Silbernes Lorbeerblatt, 2024 (als Weltmeister 2023)

## Erfolge
- Goldmedaille bei der Weltmeisterschaft 2023
- Bronzemedaille bei der Europameisterschaft 2022
- Erreichen der Western-Conference-Finals mit den Los Angeles Lakers in der NBA-Saison 2022/23 sowie der Eastern-Conference-Finals mit den Atlanta Hawks 2016/17
- Nach Detlef Schrempf und Dirk Nowitzki wurde Schröder der dritte Deutsche, der mehr als 10.000-Punkte in der NBA erzielte.[85]

## Karriere-Statistiken

### NBA

#### Hauptrunde
| Saison  | Team                              | GP  | GS  | MPG  | FG % | 3P % | FT % | RPG | APG | SPG | BPG | PPG  |
| ------- | --------------------------------- | --- | --- | ---- | ---- | ---- | ---- | --- | --- | --- | --- | ---- |
| 2013–14 | Atlanta                           | 49  | 0   | 13.1 | .383 | .238 | .674 | 1.2 | 1.9 | 0.3 | 0.0 | 3.7  |
| 2014–15 | Atlanta                           | 77  | 10  | 19.7 | .427 | .351 | .827 | 2.1 | 4.1 | 0.6 | 0.1 | 10.0 |
| 2015–16 | Atlanta                           | 80  | 6   | 20.3 | .421 | .322 | .791 | 2.6 | 4.4 | 0.9 | 0.1 | 11.0 |
| 2016–17 | Atlanta                           | 79  | 78  | 31.5 | .451 | .340 | .855 | 3.1 | 6.3 | 0.9 | 0.2 | 17.9 |
| 2017–18 | Atlanta                           | 67  | 67  | 31.0 | .436 | .290 | .849 | 3.1 | 6.2 | 1.1 | 0.1 | 19.4 |
| 2018–19 | Oklahoma City                     | 79  | 14  | 29.3 | .414 | .341 | .819 | 3.6 | 4.1 | 0.8 | 0.2 | 15.5 |
| 2019–20 | Oklahoma City                     | 65  | 2   | 30.8 | .469 | .385 | .839 | 3.6 | 4.0 | 0.7 | 0.2 | 18.9 |
| 2020–21 | L.A. Lakers                       | 61  | 61  | 32.1 | .437 | .335 | .848 | 3.5 | 5.8 | 1.1 | 0.2 | 15.4 |
| 2021–22 | Boston / Houston                  | 64  | 29  | 28.7 | .431 | .344 | .853 | 3.3 | 4.6 | 0.8 | 0.1 | 13.5 |
| 2022–23 | L.A. Lakers                       | 66  | 50  | 30.1 | .415 | .329 | .857 | 2.5 | 4.5 | 0.8 | 0.2 | 12.6 |
| 2023–24 | Toronto / Brooklyn                | 80  | 58  | 31.1 | .435 | .375 | .836 | 3.0 | 6.1 | 0.8 | 0.2 | 14.0 |
| 2024–25 | Brooklyn / Golden State / Detroit | 75  | 49  | 28.1 | .406 | .342 | .838 | 2.6 | 5.4 | 0.9 | 0.2 | 13.1 |
| Gesamt  | Gesamt                            | 843 | 424 | 27.3 | .432 | .342 | .836 | 2.9 | 4.9 | 0.8 | 0.1 | 13.9 |

#### Play-offs
| Saison  | Team          | GP | GS | MPG  | FG %  | 3P %  | FT % | RPG | APG | SPG | BPG | PPG  |
| ------- | ------------- | -- | -- | ---- | ----- | ----- | ---- | --- | --- | --- | --- | ---- |
| 2013–14 | Atlanta       | 2  | 0  | 3.5  | 1.000 | 1.000 | –    | 1.0 | 0.0 | 0.0 | 0.0 | 2.5  |
| 2014–15 | Atlanta       | 16 | 0  | 18.1 | .386  | .235  | .857 | 1.8 | 3.9 | 0.6 | 0.0 | 9.0  |
| 2015–16 | Atlanta       | 10 | 0  | 19.1 | .452  | .343  | .846 | 1.9 | 3.6 | 0.4 | 0.1 | 11.7 |
| 2016–17 | Atlanta       | 6  | 6  | 35.2 | .455  | .425  | .838 | 2.3 | 7.7 | 1.0 | 0.0 | 24.7 |
| 2018–19 | Oklahoma City | 5  | 0  | 30.2 | .455  | .300  | .722 | 3.2 | 3.4 | 0.8 | 0.0 | 13.8 |
| 2019–20 | Oklahoma City | 7  | 0  | 32.4 | .404  | .289  | .800 | 3.7 | 3.6 | 0.6 | 0.1 | 17.3 |
| 2020–21 | L.A. Lakers   | 6  | 6  | 32.7 | .400  | .308  | .846 | 3.0 | 2.8 | 1.0 | 0.2 | 14.3 |
| 2022–23 | L.A. Lakers   | 16 | 3  | 26.1 | .398  | .333  | .821 | 1.9 | 2.9 | 1.0 | 0.2 | 7.4  |
| 2024–25 | Detroit       | 6  | 0  | 27.3 | .491  | .476  | .813 | 2.3 | 3.7 | 1.2 | 0.2 | 12.5 |
| Gesamt  | Gesamt        | 74 | 15 | 25.1 | .425  | .337  | .822 | 2.3 | 3.7 | 0.8 | 0.1 | 11.9 |

| Statistik     | Rekord | Datum      | Team | Gegner |
| ------------- | ------ | ---------- | ---- | ------ |
| Meiste Punkte | 41     | 20.03.2018 | ATL  | UTA    |
| Rebounds      | 12     | 03.03.2019 | OKC  | MEM    |
| Rebounds      | 12     | 22.12.2020 | LAL  | LAC    |
| Assists       | 15     | 29.01.2017 | ATL  | NYK    |